# Ministère des Affaires étrangères (Chine)
Pour les autres articles nationaux ou selon les autres juridictions, voir Ministère des Affaires étrangères.

Le ministère des Affaires étrangères de la république populaire de Chine (chinois simplifié : 中华人民共和国外交部 ; chinois traditionnel : 中華人民共和國外交部 ; pinyin : Zhōnghuá Rénmín Gònghéguó Wàijiāobù) est chargé des relations entre la Chine et les autres pays. L'actuel ministre des Affaires étrangères est à nouveau Wang Yi (depuis 2023) après avoir tenu ce poste auparavant,.
Le ministère est placé sous la responsabilité directe du Conseil des affaires de l'État de la république populaire de Chine.

## Les départements
L'activité du ministère est réparti entre différents services :
- Direction générale
- Bureau d'Études politiques
- Département des Affaires d'Asie (en)
- Département des Affaires d'Asie, de l'Ouest et d'Afrique du Nord
- Département des Affaires d'Afrique
- Département des Affaires d'Europe-Asie centrale
- Département des Affaires d'Europe
- Département des Affaires d'Amérique du Nord et d'Océanie
- Département des Affaires d'Amérique latine
- Département des Organisations et Conférences Internationales
- Département du Contrôle des Armements
- Département des Traités et du Droit
- Département de l'Information
- Département du Protocole
- Département des Affaires Consulaires
- Département de Hong Kong, de Macao et de Taïwan
- Département de Traduction et d'Interprétation
- Département d'Administration des Affaires extérieures
- Département du Personnel
- Bureau des Cadres retraités
- Département de la Sécurité extérieure
- Département des Affaires administratives
- Département des Finances
- Bureau des Archives
- Bureau de la Supervision
- Bureau du Travail relatif aux Missions diplomatiques et consulaires à l'étranger
- Bureau de la Prestation des Services pour les établissements du Ministère des Affaires Étrangères

## Accès aux archives

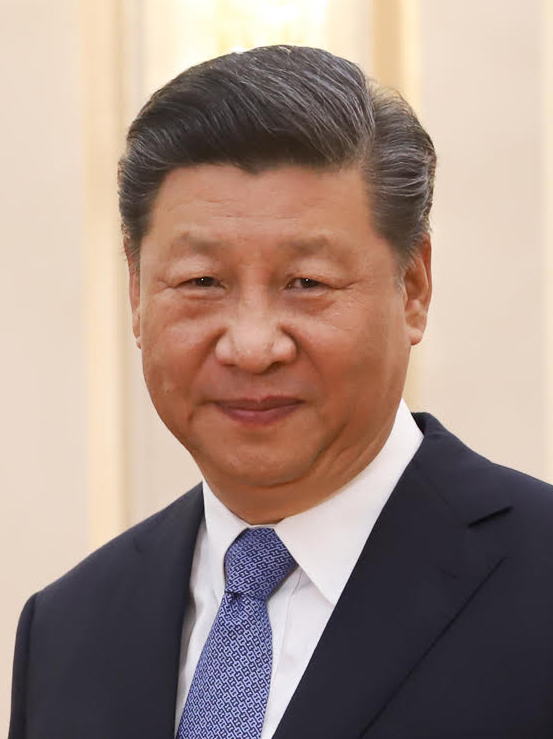
Xi Jinping en 2019.

En 2004, les archives du ministère sont ouvertes aux chercheurs, rendant ainsi accessible quinze ans[Quand ?] d’histoire du Parti communiste chinois au grand public.
Depuis la nomination de Xi Jinping en tant que secrétaire général du Parti communiste chinois le 15 novembre 2012, l’accès aux archives du ministère est limité. Dès 2012, la collection accessible rétrécit de 80000 documents à 8000 documents.  
Des restrictions sévères sont également mises en place : outre la présentation d’une carte d’identité, un visiteur doit également être en mesure de fournir une lettre d’introduction approuvée par une institution chinoise réputée et les données permettant de joindre une référence fiable. Ensuite, il faut décrire le projet sur lequel le visiteur travaille et se soumettre à une vérification des antécédents et de l’identité. Sur place, il est difficile d’avoir accès à un grand nombre de ressources et les chercheurs ne sont généralement pas les bienvenus.
La réduction de l’accès aux archives du ministère a également un impact national, alors que d’autres services d’archives de la région emboîtent le pas. La justification est partagée entre ces services et le ministère, alors qu’on explique la situation par un désir de numérisation massive des documents ou des bugs informatiques. Or les chercheurs s’entendent pour supposer que Xi Jinping profite de cette censure pour réécrire l’histoire nationale de la Chine en contrôlant la recherche académique à la source,.

## Anciens ministres
- Zhou Enlai, 1949 à 1958.
- Chen Yi, 1958 à 1972.
- Li Zhaoxing, 2003 à 2007.
- Wang Yi de 2013 à 2022[7].
- Qin Gang, 2022 à juillet 2023[1].
- Wang Yi, à partir de 2023.